# Puktörnemätare
Puktörnemätare, Aplasta ononaria är en fjärilsart som beskrevs av Johann Kaspar Füssli 1783. Puktörnemätare ingår i släktet Aplasta och familjen mätare, Geometridae. Arten är påträffad i Sverige, än så länge endast funnen vid ett tillfälle i Skåne 2013. Två underarter finns listade i Catalogue of Life, Aplasta ononaria faecaturia Hübner, 1818 och Aplasta ononaria spinosaria Dannehl, 1926.